# Timbro digitale
Il timbro digitale è una tecnologia utilizzata nell'ambito della pubblica amministrazione italiana e di alcune imprese per consentire la creazione di documenti informatici (ad esempio, certificati di anagrafe) validi legalmente anche dopo essere stati stampati.
Una volta stampato, il documento include un codice grafico (normalmente codici a barre bi-dimensionali, in quanto quelli mono-dimensionali non consentirebbero di registrare la quantità di dati necessaria), che contiene le informazioni relative al documento informatico e alla firma digitale. Questo approccio ed il concetto di "firma digitale su carta", è stato presentato per la prima volta nel 2001 alla XXXIX Annual Conference AICA. Il termine "timbro digitale" è stato coniato dal CNIPA (ex AIPA, poi DigitPA, oggi AGID).
Il timbro digitale consente di mantenere inalterata, anche nel processo di stampa, la validità legale di un documento informatico firmato digitalmente, dal momento che la versione stampata può essere letta e decodificata tramite uno scanner o, in certi casi, anche con un lettore di codici a barre bidimensionali e un apposito software di visualizzazione.
L'adozione del timbro digitale consente agli enti pubblici di emettere certificazioni via web, con risparmi di tempo per gli utenti (cittadini ed imprese) e di costi per l'ente stesso.
Una tecnologia analoga al timbro digitale fu attivata già nel 2003 ma soltanto con l'intervento del CNIPA è stato possibile definirne con esattezza alcuni requisiti. Al 2010, il timbro digitale è adottato da regioni (Emilia-Romagna, Sardegna), comuni (anche grandi, come Marsala, Agrigento, Milano, Roma, Torino, Perugia) e province soprattutto per il rilascio di certificati anagrafici ma anche, per esempio, per l'emissione di cedolini.
In seguito allo studio di Consip del 2006 ,
il timbro digitale è stato adottato dal Ministero dell'Economia e delle Finanze (per il progetto eCedolino 2006 e certificazioni on line), dall'IPZS (Gazzette Ufficiali da gennaio 2009) ed altri enti della pubblica amministrazione centrale.